# ژان میشل بادیان
ژان میشل بادیان (انگلیسی: Jean-Michel Badiane؛ زادهٔ ۹ مهٔ ۱۹۸۳) بازیکن فوتبال اهل فرانسه است.
از باشگاه‌هایی که در آن بازی کرده‌است می‌توان به باشگاه فوتبال پاری سن ژرمن، باشگاه فوتبال پاریس، و باشگاه فوتبال سدان اشاره کرد.